# Teatro Binario 7
Il teatro Binario 7 è un teatro e centro culturale polifunzionale situato a Monza, all'interno dell'urban center presso la stazione ferroviaria.

## Storia
Il Teatro Binario 7 è stato inaugurato nel 2005 su iniziativa dell'amministrazione comunale, con la gestione affidata all’associazione culturale "La Danza Immobile", già attiva in ambito teatrale e formativo. Il progetto nasce come risposta alla necessità di un nuovo spazio culturale cittadino, capace di unire spettacolo dal vivo, formazione teatrale e produzione culturale.
Fin dalla sua apertura, il teatro si è distinto per la sua proposta culturale articolata su più linguaggi e generi, diventando punto di riferimento non solo per la Brianza, ma anche per il panorama teatrale lombardo.

## Struttura e attività
Il complesso dispone di due sale teatrali: la Sala Picasso, principale, con circa 200 posti, e la Sala Chaplin, più raccolta e usata per sperimentazioni e rassegne indipendenti. Accanto all’attività di spettacolo, il Binario 7 ospita la Scuola di teatro Binario 7, rivolta sia ad adulti sia a bambini e adolescenti, oltre a laboratori permanenti, corsi di dizione e workshop intensivi.
La direzione artistica, fin dalla fondazione, è affidata a Corrado Accordino, attore e regista, il quale ha improntato la programmazione su un equilibrio tra drammaturgia contemporanea, commedia, teatro civile e narrazione teatrale. Il teatro ospita inoltre la rassegna L'Altro Binario, dedicata a compagnie emergenti e progetti innovativi, e “Teatro+Tempo Famiglie”, per il pubblico infantile.

## Collaborazioni
Il Binario 7 collabora con numerose realtà artistiche e istituzioni scolastiche del territorio. Tra i partner principali si annoverano il Teatro Elfo Puccini di Milano, la rete Etre e il circuito NEXT – Laboratorio delle idee per la produzione e la distribuzione dello spettacolo lombardo di nuova generazione promosso da Regione Lombardia. 
Ha inoltre partecipato al progetto europeo "Caravan Next", cofinanziato dal programma Europa Creativa, che coinvolge enti culturali da tutta Europa in attività di social community theatre.